# 2023年納戈爾諾-卡拉巴赫燃料庫爆炸事件
納戈爾諾-卡拉巴赫燃料庫爆炸事件是指2023年9月25日在納戈爾諾-卡拉巴赫地區首都斯捷潘納克特附近的一個燃料庫發生爆炸。 造成至少125名平民死亡，300名平民受傷。

## 事發
爆炸發生時，阿塞拜疆正對當地發動大規模軍事攻勢，2萬8千多名亞美尼亞族人逃離該地區。事發時，正有數百名亞美尼亞裔居民排隊等候為汽車入油，以便離開納卡地區，前往亞美尼亞。  

## 反應
爆炸發生後，阿塞拜疆方面已經要求醫院做好準備，並開始討論撤離傷者，但納戈爾諾-卡拉巴赫代表拒絕有關提議。
美國國家安全委員會發言人阿德里安娜·沃森對受害者表示哀悼，並敦促盡快為該地區提供人道主義援助。

## 也可以看看
翌日發生的另一死傷嚴重的事件
- 伊拉克卡拉克斯婚禮火災